# Anthoboscus
Anthoboscus is een kevergeslacht uit de familie van de boktorren (Cerambycidae). De wetenschappelijke naam van het geslacht werd voor het eerst geldig gepubliceerd in 1860 door Chevrolat.

## Soorten
Anthoboscus omvat de volgende soorten:
- Anthoboscus oculatus Giesbert, 1992
- Anthoboscus tricolor (Chevrolat, 1835)